# Die Simpsons/Staffel 24
Die 24. Staffel der US-amerikanischen Zeichentrickserie Die Simpsons wurde vom 30. September 2012 bis zum 19. Mai 2013 beim US-amerikanischen Sender Fox ausgestrahlt. Die deutschsprachige Erstausstrahlung lief vom 26. August 2013 bis zum 17. März 2014 beim deutschen Free-TV-Sender ProSieben.
Es ist die letzte Staffel mit Reinhard Brock als Synchronsprecher für Mr. Burns, da er am 8. Dezember 2013 starb.

## Episoden
| Nr. (ges.) | Nr. (St.) | Deutscher Titel                                              | Originaltitel                   | Erstausstrahlung USA | Deutschsprachige Erstausstrahlung (D) | Regie             | Drehbuch                           | Prod. Code |
| --- | --------- | ------------------------------------------------------------ | ------------------------------- | -------------------- | ------------------------------------- | ----------------- | ---------------------------------- | ---------- |
| 509 | 1         | Moonshine River                                              | Moonshine River                 | 30. Sep. 2012        | 26. Aug. 2013                         | Bob Anderson      | Tim Long                           | PABF21     |
| 510 | 2         | Die unheimlich verteufelte Zeitreise durch das schwarze Loch | Treehouse of Horror XXIII       | 7. Okt. 2012         | 26. Aug. 2013                         | Steven Dean Moore | David Mandel & Brian Kelley        | PABF17     |
| 511 | 3         | Homers vergessene Kinder                                     | Adventures in Baby-Getting      | 4. Nov. 2012         | 2. Sep. 2013                          | Rob Oliver        | Bill Odenkirk                      | PABF18     |
| 512 | 4         | Grampa auf Abwegen                                           | Gone Abie Gone                  | 11. Nov. 2012        | 9. Sep. 2013                          | Matthew Nastuk    | Joel H. Cohen                      | PABF16     |
| 513 | 5         | Goodsimpsons                                                 | Penny-Wiseguys                  | 18. Nov. 2012        | 9. Sep. 2013                          | Mark Kirkland     | Michael Price                      | PABF19     |
| 514 | 6         | Mein Freund, der Wunderbaum                                  | A Tree Grows in Springfield     | 25. Nov. 2012        | 16. Sep. 2013                         | Timothy Bailey    | Stephanie Gillis                   | PABF22     |
| 515 | 7         | Coole Aussichten                                             | The Day the Earth Stood Cool    | 9. Dez. 2012         | 23. Sep. 2013                         | Matthew Faughnan  | Matt Selman                        | PABF20     |
| 516 | 8         | Wem der Bongo schlägt                                        | To Cur With Love                | 16. Dez. 2012        | 30. Sep. 2013                         | Steven Dean Moore | Carolyn Omine                      | RABF01     |
| 517 | 9         | Homergeddon                                                  | Homer Goes To Prep School       | 6. Jan. 2013         | 7. Okt. 2013                          | Mark Kirkland     | Brian Kelley                       | RABF02     |
| 518 | 10        | Das Bart Ultimatum                                           | A Test Before Trying            | 13. Jan. 2013        | 14. Okt. 2013                         | Chris Clements    | Joel H. Cohen                      | RABF03     |
| 519 | 11        | Stille Wasser sind adoptiv                                   | The Changing of the Guardian    | 27. Jan. 2013        | 21. Okt. 2013                         | Bob Anderson      | Rob Lazebnik                       | RABF04     |
| 520 | 12        | Verrückt nach Mary                                           | Love is a Many-Splintered Thing | 10. Feb. 2013        | 6. Jan. 2014                          | Michael Polcino   | Tim Long                           | RABF07     |
| 521 | 13        | Eine Glatze macht noch keinen Kirk                           | Hardly Kirk-ing                 | 17. Feb. 2013        | 13. Jan. 2014                         | Matthew Nastuk    | Tom Gammill & Max Pross            | RABF05     |
| 522 | 14        | Der glamouröse Godfrey                                       | Gorgeous Grampa                 | 3. März 2013         | 20. Jan. 2014                         | Chuck Sheetz      | Matt Selman                        | RABF06     |
| 523 | 15        | Blauauge sei wachsam                                         | Black-Eyed, Please              | 10. März 2013        | 27. Jan. 2014                         | Matthew Schofield | John Frink                         | RABF09     |
| Flanders schlägt Homer versehentlich ein blaues Auge. Dieser kostet das schlechte Gewissen seines sonst so vorbildlichen Nachbarn genüsslich aus. Lisa bekommt eine neue Lehrerin, die sie vom ersten Tag an schikaniert und nicht verraten will, warum sie die Musterschülerin nicht leiden kann. Da auch eine Intervention bei der Schulleitung nichts hilft, bittet Homer Flanders darum, ihm seine Frau „auszuleihen“. Im Gegenzug vergibt er ihm die Sache mit dem blauen Auge. Edna versetzt Bart in Lisas Klasse und er verursacht in kurzer Zeit ein so großes Chaos, dass die Lehrerin entlassen wird. Schließlich erfährt Lisa, warum die Lehrerin sie hasst: Sie wurde früher von „hübschen Mädchen“ wie Lisa gemobbt. Lisa ist erstaunt und erfreut, dass die Lehrerin sie für hübsch hält. |           |                                                              |                                 |                      |                                       |                   |                                    |            |
| 524 | 16        | Burns Begins                                                 | Dark Knight Court               | 17. März 2013        | 3. Feb. 2014                          | Mark Kirkland     | Billy Kimball & Ian Maxtone-Graham | RABF10     |
| 525 | 17        | Was animierte Frauen wollen                                  | What Animated Women Want        | 14. Apr. 2013        | 10. Feb. 2014                         | Steven Dean Moore | J. Stewart Burns                   | RABF08     |
| 526 | 18        | Apokalypse Springfield                                       | Pulpit Friction                 | 28. Apr. 2013        | 17. Feb. 2014                         | Chris Clements    | Bill Odenkirk                      | RABF11     |
| 527 | 19        | Whiskey Business                                             | Whiskey Business                | 5. Mai 2013          | 24. Feb. 2014                         | Matthew Nastuk    | Valentina L. Garza                 | RABF13     |
| 528 | 20        | Der fabelhafte Faker Boy                                     | The Fabulous Faker Boy          | 12. Mai 2013         | 3. März 2014                          | Bob Anderson      | Brian McConnachie                  | RABF12     |
| 529 | 21        | Die Legende von Carl                                         | The Saga of Carl Carlson        | 19. Mai 2013         | 10. März 2014                         | Chuck Sheetz      | Eric Kaplan                        | RABF14     |
| 530 | 22        | Glück auf Schienen                                           | Dangers On A Train              | 19. Mai 2013         | 17. März 2014                         | Steven Dean Moore | Michael Price                      | RABF17     |